# Universidad Federal del Agreste de Pernambuco
La Universidad Federal del Agreste de Pernambuco (UFAPE) es una institución federal de educación superior en fase de implementación ubicada en la ciudad de Garanhuns, Pernambuco. La universidad fue creada a través del proyecto de ley 5272/2016 que luego de la aprobación de la Cámara de Diputados y el Senado Federal, fue aprobada como Ley Federal 13.651 por el presidente Michel Temer en abril de 2018, que también creó la Universidad Federal del Delta del Parnaíba.

## Historia
La Universidad Federal de Agreste de Pernambuco (UFAPE) fue creada mediante la Ley N.° 13.651 del 11 de abril de 2018, en base a la división de la Universidad Federal Rural de Pernambuco (UFRPE) / Unidad Académica Garanhuns (UAG).
El 1 de enero de 2019, a través del Decreto N.º 9.660, el Poder Ejecutivo dispuso que la UFAPE pasaría a ser una entidad de la administración pública federal. El 12 de diciembre del mismo año, el profesor Airón Aparecido Silva de Melo asumió el cargo de primer rector de la universidad.

## Áreas académicas
| Área     | Programas académicos |
| -------- | --- |
| Pregrado | - Agronomía - Ciencias de la computación - Zootecnia - Ingeniería de alimentos - Letras - Pedagogía - Medicina Veterinaria |
| Posgrado | - Salud y Reproducción de Rumiantes - Producción Agrícola - Ciencia Animal y Pastos                                        |